# Miquel Jordana i Puig
Miquel Jordana i Puig (Igualada, 16 de novembre de 1875 — 11 de gener de 1940) fou un músic i compositor català.
Fill del metge Miquel Jordana i Castelltort, estudià peritatge mercantil i després va fer el professorat francès a Besiers, però el que realment el motivava era la música. Estudià al Conservatori de Barcelona on aconseguí el número 1 de la seva promoció i obtingué medalles i diplomes en harmonia i composició. Tingué com a mestres Millet i Lamote de Grignon.
El 1902 fou nomenat mestre municipal de música d'Igualada i un any després començà a exercir com organista i mestre de música al col·legi de les Escoles Pies. El 1905 dirigia un Quintet Artístic que amenitzava els balls de l'Ateneu Igualadí. El 1909 va fundar l'Orfeó del Noya, que va dirigir fins a l'any 1931. Aquest orfeó es va presentar a Igualada en un concert realitzat el 27 de març de 1910, amb 120 veus d'homes, dones i joves, i va realitzar la primera excursió artística fent un concert a la Font del Mig, a la Pobla de Claramunt. També fundà l'acadèmia de música amb el seu nom, a Igualada. Entre 1921 i 1936 va dirigir l'Orquestra Ceciliana. Fou director del Cor de la Llàntia i de la Secció Coral de la Cooperativa L'Econòmica.
Va compondre múltiples peces, per a veus, piano, orquestra, etc. i fou autor d'una sarsuela. Es casà amb Josepa Xaubet i Romeu (1892-1970), poetessa i filla de la Pobla de Claramunt, i fou pare del músic i compositor de sardanes Miquel Jordana i Xaubet. En l'actualitat, un carrer d'Igualada porta el nom de Miquel Jordana i Puig.

## Obres
- L'Himne de la senyera, a sis veus[2]
- Rapsòdia igualadina, per a orquestra[4]
- Fulles d'àlbum, per a piano
- Maig i Cireretes d'arboç, per a cor a quatre veus mixtes
- Prontuario moderno de música (1902), juntament amb J.M.Vázquez